# Hisham Layous
Hisham Layous (hebräisch הִישָׁאם לַאיּוּס Hišām Layyūs, arabisch هِشَام لَيُّوس; * 13. November 2000 in Miʿilya) ist ein israelischer Fußballspieler.

## Karriere

### Verein
In seiner Jugend spielte Layous bis zur U19 bei Ichud Bnei Sachnin und wechselte zur Saison 2019/20 in die Ukraine, wo er sich Karpaty Lwiw anschloss. Hier debütierte er in der Premjer-Liha am 11. August 2019 und kam im weiteren Verlauf der Saison noch auf fünf weitere Einsätze, die jedoch jeweils immer nur ein wenig Spielzeit hervorbrachten. Nach dem Zwangsabstieg von Karpaty im Sommer 2020 war er erstmal ohne Klub, bevor er bei Ruch Lwiw einen neuen Vertrag unterschrieb. Dort bekam er jedoch keine Einsatzzeiten, daher kehrte er im Februar 2021 nach Israel zurück, wo er nun beim SC Kfar Qasem in der zweiten Liga spielte. Seit der Saison 2022/23 steht er bei Hapoel Tel Aviv unter Vertrag.

### Nationalmannschaft
Im September 2021 debütierte Layous bei der israelischen U21 und nahm mit dieser an der Europameisterschaft 2023 teil, wo er lediglich im letzten Gruppenspiel nicht eingesetzt wurde. Israel schied im Halbfinale durch ein 0:3 gegen England aus dem Turnier aus.